# Svrkyně
Svrkyně är en ort i Tjeckien.   Den ligger i regionen Mellersta Böhmen, i den centrala delen av landet, 13 km nordväst om huvudstaden Prag. Svrkyně ligger 301 meter över havet och antalet invånare är 266.
Terrängen runt Svrkyně är platt.Runt Svrkyně är det tätbefolkat, med 762 invånare per kvadratkilometer. Närmaste större samhälle är Prag, 12,9 km sydost om Svrkyně. Trakten runt Svrkyně består till största delen av jordbruksmark.